# Белчна
Белчна (пол. Bełczna) — село в Польщі, у гміні Лобез Лобезького повіту Західнопоморського воєводства.
Населення — 363 особи (2011).
У 1975-1998 роках село належало до Щецинського воєводства.

## Демографія
Демографічна структура станом на 31 березня 2011 року:
|          | Загалом | Допрацездатний вік | Працездатний вік | Постпрацездатний вік |
| -------- | ------- | ------------------ | ---------------- | -------------------- |
| Чоловіки | 173     | 38                 | 118              | 17                   |
| Жінки    | 190     | 52                 | 102              | 36                   |
| Разом    | 363     | 90                 | 220              | 53                   |